# Динамическая метеорология
Динамическая метеорология (теоретическая метеорология, теоретическая физика атмосферы) — теоретический раздел метеорологии (физики атмосферы, геофизической гидродинамики), посвященный изучению физических процессов в атмосфере Земли и других планет. Слово «динамическая» входящее в название дисциплины, отделяет её от метеорологии, подчеркивая что её предмет есть изучение природы, сил, физических механизмов, приводящих в действие атмосферную циркуляцию в глобальном и локальном масштабах.
В настоящее время термин «динамическая метеорология» стал все чаще заменяться на более модное название предмета — «геофизическая гидродинамика» — теоретическую дисциплину, объединяющую динамическую метеорологию, физическую океанологию, включающую в себя также и некоторые вопросы планетологии, астрофизики. В отличие от динамической метеорологии, предмет геофизической гидродинамики шире за счет включения в себя магнитной гидродинамики с целью исследования природы и механизмов переменности глобального магнитного поля планет.
Динамическая метеорология опирается на уравнения гидродинамики, принципы статистической гидродинамики, термодинамику, теорию излучения, теорию турбулентности. В отличие от классической гидродинамики, в динамической метеорологии используется неинерциальная система отсчета, жестко связанная с вращением Земли. Важную роль играют эффекты, связанные с действием силы Кориолиса, стратификация атмосферы (слоистость, неоднородность по температуре и плотности), а также турбулентность.
Динамическая метеорология изучает природу процессов разного масштаба в атмосфере с целью разработки численных методов прогноза погоды и теории климата, а также решения различных прикладных задач, таких как рассеяние примесей в атмосфере, воздействие ветра на сооружения и летательные аппараты, моделирование локальных метеорологических процессов, антропогенного влияния и активного воздействия на погоду и изменение климата.
К числу нерешенных, малоизученных проблем динамической метеорологии следует отнести такие загадочные явления, как
- «отрицательная вязкость» — механизм, формирующий общую циркуляцию атмосферы и, в частности, её «суперротацию»,
- «отрицательная теплопроводность» — аномальный, «противоградиентный» поток тепла в атмосфере. Отсутствие непротиворечивой теории понимания механизма турбулентного переноса тепла в атмосфере, проявившееся в ходе дискуссии о равновесном градиенте температуры, приводит к незавершенности связанных с этим вопросом проблем устойчивости атмосферы, теории пограничного слоя атмосферы, прикладной метеорологии и климатологии.
- происхождение струйных течений,
- природа полугодового и квазидвухлетнего циклов,
- явление цикла индекса — квазипериодические колебания упорядоченности атмосферной циркуляции,
- механизм влияния нестационарных явлений на Солнце на динамику атмосферы, погоду,
- физические процессы, приводящие к образованию шаровой молнии.

Многие процессы, определяющие колебания климата, также далеки от понимания.
Динамическая метеорология, как учебная дисциплина, является теоретической основой специального образования, входящая в программу обучения специалистов по физике атмосферы, метеорологов, океанологов.